# Diamanda Galás
Diamanda Galás (ur. 29 sierpnia 1955 w San Diego) – amerykańska awangardowa performerka, wokalistka i kompozytorka greckiego pochodzenia.
Galás znana jest ze swojego charakterystycznego głosu o skali trzech i pół oktawy. W utworach posługuje się, na równi ze śpiewem, wrzaskiem, wyciem i zabiegami wokalnymi, przypominającymi glosolalię. Jej twórczość koncentruje się wokół tematów cierpienia, rozpaczy, potępienia, niesprawiedliwości i utraty godności. Porusza kwestię ludzkiej ignorancji i obojętności wobec epidemii AIDS, kary śmierci i zbrodni ludobójstwa.
Współpracowała z różnymi awangardowymi artystami, między innymi z Iannisem Xenakisem i Vinko Globokarem. Zadebiutowała jako performerka w 1979 r. na Festiwalu Teatralnym w Awinionie w operze Globokara Un Jour Comme Un Autre, sponsorowanej przez Amnesty International. Pojawiła się również na ścieżce dźwiękowej filmu Drakula Francisa Forda Coppoli.

## Dyskografia
- 1982 - The Litanies of Satan
- 1984 - Diamanda Galás - AKA Panoptikon - AKA The Metalanguage Album
- 1986 - The Divine Punishment
- 1986 - Saint of the Pit
- 1988 - You Must Be Certain of the Devil
- 1989 - Trylogia Masque of the Red Death: The Divine Punishment & Saint of the Pit / You Must Be Certain of the Devil
- 1991 - Plague Mass (album koncertowy)
- 1992 - The Singer (album koncertowy)
- 1993 - Vena Cava
- 1994 - The Sporting Life z Johnem Paulem Jonesem
- 1996 - Schrei X cz. 1 - Schrei 27 (album studyjny) / cz. 2 - Schrei X Live (album koncertowy)
- 1998 - Malediction & Prayer (album koncertowy)
- 2003 - La Serpenta Canta (album koncertowy)
- 2003 - Defixiones, Will and Testament (album koncertowy)
- 2008 - Guilty Guilty Guilty (album koncertowy)